# Buathra laborator
Buathra laborator är en stekelart som först beskrevs av Carl Peter Thunberg 1822.  Buathra laborator ingår i släktet Buathra och familjen brokparasitsteklar. Arten är reproducerande i Sverige. Inga underarter finns listade.